# Jerzy Koziołkowski
Jerzy Karol Stanisław Koziołkowski (ur. 20 marca 1911 w Tarnowie, zm. 27 lipca 1990 tamże) – komandor porucznik Marynarki Wojennej, podczas II wojny światowej dowódca okrętu podwodnego „Sokół”, odznaczony Orderem Virtuti Militari. Po zakończeniu wojny na emigracji w Kanadzie.

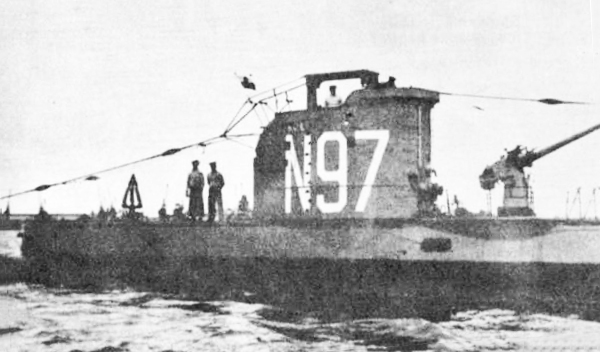
ORP Sokół z taktycznym numerem angielskim

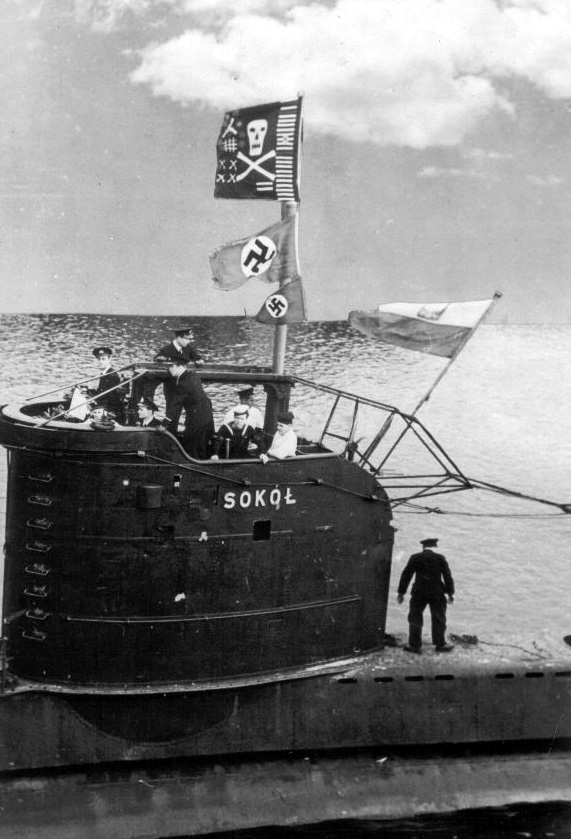
ORP Sokół w 1944

## Życiorys
Jerzy Koziołkowski był synem Stanisława, inżyniera zatrudnionego w elektrowni miejskiej w Tarnowie, oraz Heleny z Łozińskich (zmarła w rok po jego urodzeniu). W Tarnowie ukończył szkołę powszechną, później wraz z rodziną przeniósł się do Kielc, w tamtejszym gimnazjum w 1929 roku złożył egzamin dojrzałości. Wstąpił do Szkoły Podchorążych Marynarki Wojennej, 15 sierpnia 1932 roku otrzymał promocję (z drugą lokatą) na podporucznika marynarki, ze specjalnością w zakresie nawigacji i łączności okrętów podwodnych. Został skierowany do Flotylli Pińskiej jako dowódca plutonu. Na przełomie 1933 i 1934 roku był słuchaczem kursu w École d'application des enseignes de vaisseaux, odbywając rejs na francuskim krążowniku szkolnym „Jeanne d’Arc"”.
W 1934 roku służył jako oficer wachtowy na niszczycielu „Wicher” podczas jego wizyty w Leningradzie. Później pełnił funkcję oficera flagowego dowódcy Floty, kontradmirała Józefa Unruga. 3 maja 1935 roku awansował do stopnia porucznika. W tym samym roku został skierowany na kurs podsłuchu podwodnego w Centre d’études de la marine w Tulonie, a od września został oficerem sygnalizacyjnym dywizjonu okrętów podwodnych. Od maja do lipca 1938 roku pełnił obowiązki dowódcy „Kujawiaka”, służącego jako okręt-cel podczas ćwiczeń dywizjonu. W czerwcu 1939 roku został oddany do dyspozycji komendanta Portu Wojennego w Gdyni, dla prac nad projektem Centrum Badań Sygnałowych, w lipcu i sierpniu przebywał we Francji z misją zakupu uzbrojenia i wyposażenia dla okrętów podwodnych.
We wrześniu 1939 roku uczestniczył w obronie Helu. 11 września przepłynął kutrem rybackim do Babich Dołów, a w nocy z 12 na 13 na Kępę Oksywską. Następnej nocy wszedł w skład załogi kutra rybackiego „Albatros”, który pod dowództwem komandora Stanisława Hryniewieckiego przedarł się do Lipawy, internowany 14 września 1939 roku na Łotwie. Po krótkim pobycie w obozie internowanych, przedostał się samolotem do Szwecji, zaś stamtąd przez Norwegię do Aberdeen, gdzie dotarł 31 grudnia 1939 roku. Od 15 stycznia 1940 roku służył na okręcie podwodnym „Wilk”, 3 maja został awansowany do stopnia kapitana marynarki. We wrześniu 1941 roku wszedł w skład formowanej załogi „Sokół”, po odejściu kapitana Bolesława Romanowskiego jako zastępca dowódcy okrętu, w marcu następnego roku podczas jednego patrolu bojowego pełnił obowiązki dowódcy podczas urlopu Borysa Karnickiego.

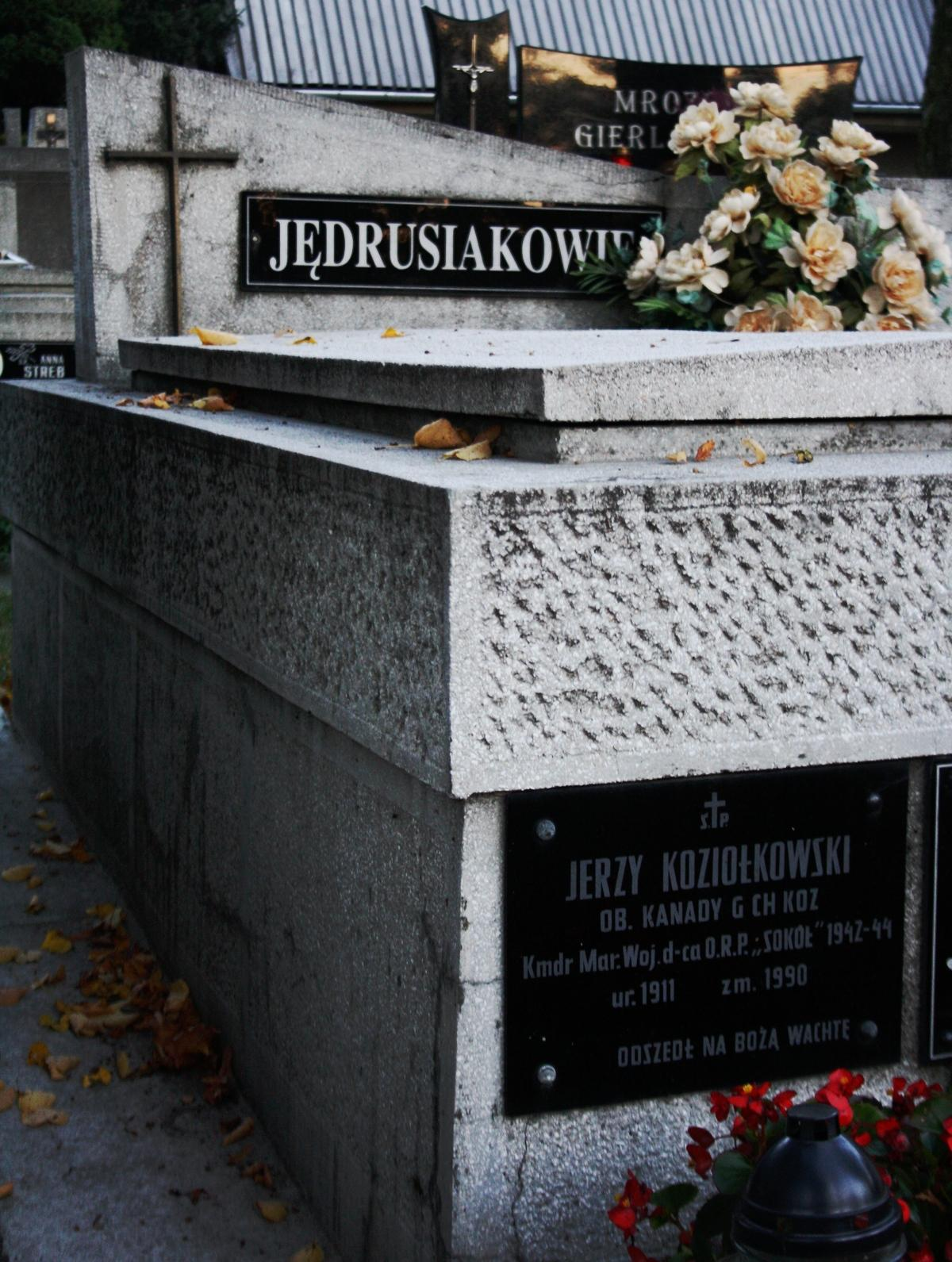
Nagrobek Jerzego Koziołkowskiego w Tarnowie

Po zakończeniu pierwszej kampanii śródziemnomorskiej, „Sokół” powrócił do Wielkiej Brytanii na remont. 18 sierpnia 1942 roku Jerzy Koziołkowski został mianowany dowódcą okrętu i poprowadził go podczas drugiej kampanii na Morzu Śródziemnym, w latach 1943–1944. Operował w składzie 10. Flotylli Okrętów Podwodnych z Malty oraz 1. Flotylli Okrętów Podwodnych z Bejrutu. Wziął udział między innymi w działaniach blokadowych portów włoskich podczas desantu na Sycylię a 12 września 1943 roku wpłynął do portu w Brindisi jako pierwsza aliancka jednostka, odbierając kapitulację miejscowych władz. 7 października „Sokół” zatopił na Adriatyku niemiecki transportowiec wojska „Eridania” (7094 BRT), największy statek zniszczony podczas wojny przez okręty Polskiej Marynarki Wojennej. Po powrocie do Wielkiej Brytanii w końcu marca 1944 roku i kolejnym remoncie, Jerzy Koziołkowski dowodził okrętem podczas patroli u brzegów Norwegii.
31 maja 1944 roku został awansowany na komandora podporucznika ze starszeństwem z dniem 3 maja 1944 roku i 4. lokatą w korpusie oficerów Marynarki Wojennej, korpus oficerów morskich. 12 grudnia 1944 roku został zastąpiony przez kapitana Tadeusza Bernasa, przechodząc na stanowisko zastępcy komendanta Centrum Wyszkolenia Specjalistów Floty.
Od kwietnia 1946 roku był w Kierownictwie Marynarki Wojennej, w 1947 roku w Polskim Korpusie Przysposobienia i Rozmieszczenia. W 1946 roku był współzałożycielem i pierwszym sekretarzem zarządu Stowarzyszenia Marynarki Wojennej. Po demobilizacji (w stopniu komandora porucznika) pozostał na Zachodzie, prowadził biuro prawno-handlowe w Wielkiej Brytanii.
W 1952 roku wyemigrował do Kanady. Ukończył studia na Uniwersytecie Ottawy, specjalizował się w dziedzinie resocjalizacji młodzieży. Był doradcą rządu kanadyjskiego, w latach 1966–1976 wykładowcą akademickim. Przyjął obywatelstwo Kanady i używał skróconej formy nazwiska: Koz. Był członkiem Royal Canadian Naval Reserve, działał w organizacjach polonijnych. Do Polski przyjechał po raz pierwszy w 1974 roku. W 1988 roku zwiedził okręt-muzeum „Błyskawica”. Zmarł nagle podczas kolejnego pobytu w kraju, u rodziny w Tarnowie i został pochowany na cmentarzu komunalnym w Tarnowie-Krzyżu.

## Ordery i odznaczenia
- Krzyż Srebrny Orderu Wojskowego Virtuti Militari nr 8366[3]
- Krzyż Walecznych „za czyny męstwa i odwagi wykazane w wojnie rozpoczętej 1 września 1939 roku” – trzykrotnie
- Brązowy Krzyż Zasługi
- Medal Morski czterokrotnie
- Distinguished Service Cross dwukrotnie, jako jeden z dwóch, obok Tadeusza Gorazdowskiego, polskich oficerów marynarki